# Ајрин Кара
Ајрин Кара Ескалера (енгл. Irene Cara Escalera; Њујорк Сити, Њујорк, 18. март 1959 — Ларго, Флорида, 25. новембар 2022) била је америчка певачица, текстописац и глумица. Постала је позната по улози Коко Ернадес у мјузиклу Fame из 1980. и по томе што је снимила песму Fame из истоименог филма, која је стигла на прво место топ-листа у неколико држава.
Кара је 1983. написала и отпевала песму Flashdance... What a Feeling (из филма Флешденс), за коју је поделила Оскара за најбољу оригиналну песму и освојила Греми за најбољу женску вокалну изведбу 1984. Пре њеног успеха у филму Fame, Кара је глумила главну улогу Спаркл Вилијамс у оригиналном мјузиклу Sparkle из 1976.